# Chesapeake bay retriever
Il Chesapeake Bay Retriever è una razza di cane da riporto appartenente alla classe da cerca, da acqua e da riporto - Classe FCI nr. 8.
Originariamente selezionato in America, ha le stesse origini del flat e del curly coated. Deriva dagli incroci fra i terranova e i retriever locali. Venne selezionato nel 1918.
È una razza poco diffusa.

## Carattere
È un cane rustico, perfetto cacciatore.

## Descrizione fisica
È un cane robusto, alto tra i 54 e i 60 cm al garrese. Deve essere mimetico, i suoi colori variano dal foglia morta al focato spento.